# 2si 215
2si 215 é uma família de motores de aeronaves que foram projetados para ultraleves.
O mecanismo básico foi originalmente concebido e produzido pela JLO-Motorenwerke da Alemanha e mais tarde foi adquirida pela AMW Cuyuna Engine Company de Beaufort, Carolina do Sul e comercializado sob o nome da marca Cuyuna. Mais tarde o motor foi comercializado pela Cuyuna sob a marca Two Stroke International (2si). Cuyuna não produz mais os motores para uso em aeronaves embora o 215 ainda está em produção industrial.